# 1945年法國立法選舉
法国于1945年10月21日举行了立法选举，以选举制宪议会起草法兰西第四共和国的宪法。此次选举有79.83％的选民参加，妇女和士兵被允许投票，通过比例代表制选举产生522个席位。

## 党派与议题
1945年10月21日，法国选民要做出两个决定：第一，选举他们的代表；第二，进行公投，以授权一个民选的国民议会起草新的宪法文本。戴高乐和“ 三党联盟 ”要求赞成票，而激进党和保守党则想要反对票。
戴高乐将军，作为法国抵抗运动的象征与自由法国的奠基人，他领导的临时政府由抵抗运动的三个主要政治力量组成：法国共产党（PCF）、工人国际法国支部（社会主义者，SFIO）和人民共和运动（MRP）——一个基督教民主政党。它提倡一项来自全国抵抗委员会的经济政策，该政策要求：建立福利国家，以及银行和主要工业公司（例如雷诺）的国有化。议会反对派由控制第三共和国战前政府的政党组成：激进党和古典右翼。

## 结果

### 公投
赞成方以96％的选票获胜。这一结果反映了对临时政府的支持和民众的变革意愿。

### 国民议会
“三党联盟”在国民议会中赢得了绝大多数席位。激进党曾是第三共和国左派的领导党，但此时遭受了灾难性的后果，右派也同样遭到了破坏（因为它得到了菲利普·佩坦元帅的支持）。它们被认为是过去的力量，是向纳粹德国投降的早已于1940年瓦解的政权的象征。法国共产党在上一次1936年选举中的得票已经翻了一番，以大约26％的选票和159个席位排名第一。虽然法共和社会党赞成一院制的议会制，但共和运动却赞成两院制的立法机关。戴高乐倡导总统制政府。因此他于1946年1月辞职。1946年5月5日的公民投票否决了PCF和SFIO的提议。本次国民议会即被解散。

## 扩展阅读
- Footitt, Hilary and John Simmonds. France, 1943-1945 (1988).
- Graham, Bruce Desmond. The French socialists and tripartisme, 1944-1947 (University of Toronto Press, 1965).
- Knapp, Andrew, ed. Uncertain Foundation: France at the Liberation 1944-47 (Palgrave Macmillan, 2007).